# Преображенська церква (Корнилівка)
Преображенська церква у Корнилівці — дерев'яний діючий православний (Православна церква України) храм, розташований у селі Корнилівці (у 1934—2016 рр. Кірове) Корсунь-Шевченківського району Черкаської області; оригінальна пам'ятка народної архітектури Середнього Подніпров'я.

## З історії храму
Перша церква у Корнилівці, вочевидь, була збудована у XVII столітті. У 1717 році в селі побудували невелику церкву — як сільська хата, що була під солом'яною стріхою.
У 1738 році збудуали церкву з дуба.
У період 1771—1795 (?) церква була уніатською.
Станом на 1864 рік до парафії було приписане село Кичинці.
Існуюча на сьогодні церква (її зовнішній вигляд у цілому) була побудована в 1738 році.
24 березня 2024 року рішенням вірян Преображенський храм у Корнилівці перейшов з Московського патріархату до Православної церкви України.

## Опис
Преображенська церква у Корнилівці — дерев'яна, хрестоподібна в плані, триверха, до центрального восьмигранного зрубу з заходу і сходу приєднуються менші восьмигранні зруби, з півночі і півдня — прямокутної основи зруби однієї висоти.
Головні фасади вівтарів відмічені портиками з тонкими дерев'яними стойками, прикрашені трикутними фронтонами з заходу, до будови приєднується прямокутна в плані триярусна дзвіниця типу 2 восьмикутників на четверику з шатровим верхом, що оточені кокошниками.
Карнизи будови декоровані різьбленням типу «джгут». Стіни зрубів, що мають помітний нахил усередину, ілюзійно збільшують висоту внутрішнього простору.
В основу центрального верху церкви покладено восьмикутник, видовжений по осі північ-південь.